# Амнистия легионеров СС
Амнистия легионеров СС в СССР (1946) — освобождение от наказания в виде принудительных работ сроком на 6 лет в восточных районах СССР бывших военнослужащих частей СС — латышей, эстонцев и литовцев и их возвращение на родину, осуществлённое во исполнение Постановления Совета Министров СССР № 843-342сс от 13 апреля 1946 года «О возвращении на родину репатриантов — латышей, эстонцев и литовцев». Эта амнистия стала первой в ряду акций советского руководства в отношении советских граждан, репатриированных, интернированных и других лиц, в годы войны сотрудничавших с немецкой администрацией. Количество освобождённых коллаборационистов из Прибалтики составило 44169 человек, из них 6507 эстонцев, 30824 латышей и 6838 литовцев. Отправка этих людей на родину началась в июне 1946 года и завершилась к лету 1947 года.
Амнистия прибалтийских коллаборационистов была беспрецедентной в отношении граждан СССР, сотрудничавших с нацистской властью или служивших в рядах её вооружённых формирований. Аналогом может служить только постановление Совмина СССР от 2 октября 1946 г. «О возвращении на родину репатриированных грузин, армян и азербайджанцев», которое, однако, не распространялось на «лиц, служивших в немецкой армии, легионеров, „власовцев“ и полицейских».

## Прибалтийские формирования на службе Третьего рейха
Во время немецкой оккупации Латвийской, Эстонской и Литовской советских социалистических республик на этих территориях было создано множество полицейских и военных формирований, которые во второй половине Великой Отечественной войны стали базой для национальных легионов, созданных в Латвии и Эстонии. Больше всего военнослужащих встали под знамёна Третьего рейха в Латвии: в общей сложности 115 тыс. Эстония дала около 30 тысяч, Литва 26 тысяч.
Российский историк С. И. Дробязко подсчитал, что в составе вермахта, войск СС, полиции и военизированных формирований служило до 300 тысяч жителей прибалтийских республик, что составляет 6,3 % от общего населения, что намного превышает показатели славянских республик, где численность коллаборационистов оценивается в 700 тысяч человек, или 0,5 % населения. Ещё до формирования легионов подразделения вспомогательной полиции, сформированные из прибалтов, участвовали в карательных операциях против мирного населения России и Белоруссии, охраняли концлагеря (от Ленинградской до Сталинградской области), участвовали в боевых действиях против Красной Армии.
После победы над нацистской Германией часть прибалтийских военнослужащих рейха попали в плен к союзникам, около 40 тысяч были пленены Красной Армией, из них 28 тысяч человек были бойцами Латышского легиона, попавшими в окружение в Курземском котле. Соотношение военнослужащих и «перемещённых лиц» из Прибалтики, оказавшихся в зоне действия союзников по антигитлеровской коалиции, соответствовало общему раскладу: 3/5 (более 3 млн человек в целом) оказались в западной зоне (Западная Германия, Франция, Италия и др.), 2/5 (менее 2 млн чел.) в восточной (Восточная Германия, Польша, Чехословакия и др.).

## Осуждение коллаборационистов
Основные принципы наказания для пособников нацистских оккупационных властей были оговорены приказом НКВД СССР № 001683 от 12 декабря 1941 г., а затем дополнены указаниями НКВД СССР от 18 февраля 1942 г.: такие люди должны были арестовываться и подвергаться суду. 19 апреля 1943 г. Президиум Верховного Совета СССР принял указ, ужесточивший наказания для лиц, участвовавших в убийствах и истязаниях советских военнопленных и гражданского населения, которых так же, как нацистских преступников, ждала смертная казнь через повешение. Совместная директива НКВД и НКГБ СССР № 494/94 от 11 сентября 1943 года предусматривала арест для офицеров коллаборационистских формирований, рядовых, участвовавших в карательных операциях против мирного населения, перебежчиков из Красной Армии, бургомистров, крупных чиновников, агенты гестапо и абвера, а также тех из сельских старост, кто сотрудничал с немецкой контрразведкой. Одновременно были смягчены наказания для лиц, не замешанных в военных преступлениях: военнослужащих призывного возраста направляли в проверочно-фильтрационные лагеря, где проверяли на тех же условиях, что и вышедших из окружения бойцов Красной Армии и военнопленных, непризывного возраста оставляли по месту жительства под наблюдением органов НКГБ.
После Победы советскому руководству пришлось определяться с судьбой миллионов сограждан, оказавшихся на вражеской территории по разным причинам: как остарбайтеры, заключенные концлагерей, военнопленные, а также те, кто ушел с немецкими войсками добровольно. Последних было решено направлять в проверочно-фильтрационные лагеря для проверки на предмет совершения военных преступлений, которую большинство коллаборационистов прошли успешно.
Легионеры, взятые в плен Красной Армией, согласно Постановлению ГОКО от 18 августа 1945 г. № 9871с и Постановлению Совнаркома СССР от 21 декабря 1945 г. № 3141-950сс касательно лиц, служивших в армиях противника, изменнических формированиях, полиции и т. п., были направлены на расселение в северные районы СССР сроком на 6 лет наряду с власовцами и прочими коллаборационистами. «Такое решение было для этих людей подлинным спасением, так как согласно статье 193 тогдашнего Уголовного Кодекса РСФСР за переход военнослужащих на сторону врага в военное время предусматривалось только одно наказание — смертная казнь с конфискацией имущества», — отмечает историк В. Н. Земсков. Принятое постановление от 18 августа фактически освободило коллаборационистов от уголовной ответственности. «В течение 1952—1955 годов эти лица были поэтапно освобождены из спецпоселения», добавляет Земсков, однако коллаборационисты из прибалтийских республик на деле были амнистированы ещё раньше.
Однако уже 3 марта 1946 г. появилась директива наркома внутренних дел СССР № 54, которая предусматривала:
«1. Всех латышей, эстонцев и литовцев, находящихся в проверочно-фильтрационных лагерях НКВД СССР, которые после проверки окажутся полностью реабилитированными и подлежат освобождению из лагерей, — отправлять к месту жительства их семей, соответственно в Латвийскую ССР, Литовскую ССР и Эстонскую ССР.
2. Не подлежат отправлению на родину:
а) работающие в лагерях, обслуживающих предприятия, по которым имеются специальные правительственные решения о передаче проверенного контингента в данную отрасль промышленности;
б) подлежащие в соответствии с правительственными решениями направлению в район расселения».
Гражданские репатрианты из Прибалтики не подлежали призыву в армию и рабочие батальоны, а репатриированные прибалтийские коллаборационисты должны были направляться на спецпоселение, однако в скором времени их также отпустили.

## Письмо руководителей Латвии
16 марта 1946 года первый секретарь Компартии Латвии Я.Калнберзин и глава правительства В.Лацис обратились с письмом к заместителю председателя советского правительства В. М. Молотову, в котором выдвинули тезис о принудительной мобилизации их соотечественников в Легион и о том, что латыши всячески уклонялись от неё, а поэтому с их осуждением после войны «большое количество семей граждан Латвийской ССР лишились своих кормильцев. На этой почве у оставшихся родственников, которые, в своём большинстве старики, женщины и дети, создалось подавленное настроение, которое со всей остротой проявилось на всех предвыборных собраниях в период избирательной кампании в Верховный Совет и до сих пор продолжает сильно волновать оставшихся многочисленных родственников. Учитывая, что отправка бывших легионеров в глубь страны вызвала отрицательные настроения среди населения Латвии и принимая во внимание, что Латвийская ССР весьма нуждается в рабочей силе… что т. н. легионеры в немецкую армию были мобилизованы насильно, а некоторые из них прямо со школьной скамьи, причём все они в условиях Советской Латвии находились лишь около года (1940—1941 гг.) и за это время не смогли проникнуться советским влиянием, просим пересмотреть вопрос о бывших легионерах, за которыми нет ничего другого кроме службы в легионах,— не поселять в северных районах СССР, а вернуть в Латвийскую ССР к своим семьям и хозяйствам».
Инициатива хлопотать за амнистию легионеров пала на плечи руководителей Латвии, поскольку из 40 тысяч попавших в плен гитлеровских пособников 28 тысяч были представителями Латвийской ССР.
Молотов направил письмо Калнберзина и Лациса Берии и министру внутренних дел Сергею Круглову. Они оперативно рассмотрели вопрос. С. Круглов предложил разрешить всем латышам непризывного возраста вернуться к месту жительства, а латышей призывного возраста направить на строительство и в промышленность на территории республики. Кроме того, он предложил аналогичный подход и для жителей Эстонии и Литвы. Соответствующее решение менее чем через месяц было подготовлено и 13 апреля принято Постановление Совета Министров СССР № 843-342сс «О возвращении на родину репатриантов — латышей, эстонцев и литовцев».
Механизм освобождения прибалтийских коллаборационистов был конкретизирован в директиве МВД СССР № 00336 от 19 апреля 1946 г. Характерной особенностью директивы № 00336 было освобождение не только рядового состава, но и офицеров, в то время как командный состав «власовцев» подлежал направлению в исправительно-трудовые лагеря ГУЛАГа.

## Суть постановления
Решение правительства СССР предусматривало, что в течение 1946 года бывшие легионеры латышской, эстонской и литовской национальностей должны были быть освобождены и возвращены на родину в следующем порядке:
«а) всех лиц призывных возрастов, демобилизация сверстников которых не производилась, направить, соответственно по согласованию с Госпланом СССР, организованным путём на работу в промышленность и на строительство в Латвийскую, Эстонскую и Литовскую ССР, с закреплением их на этих работах до конца демобилизации их сверстников из Красной Армии;
б) всех лиц непризывного возраста, сверстники которых по возрасту не находятся в Красной Армии, освободить и направить к месту постоянного жительства их семей».
Действие решения распространялось и на тех легионеров, которые репатриировались в Советский Союз с запада. Таким образом, советское правительство поставило бывших коллаборационистов — этнических латышей, эстонцев и литовцев в привилегированное положение в сравнении, например, с теми русскими, кто, побывав в плену и пожив на Западе, всё-таки решили вернуться домой и подвергались аресту сразу по приезде. Если бойцов легиона и арестовывали, то на основании накопленных следственных документов, улик или показаний свидетелей о военных преступлениях месяцы, а то и годы спустя. Кроме того, постановление не коснулось служащих легиона других национальностей, которые были освобождены только по амнистии 1953 года.

## Реализация постановления
Реализация решений началась в середине июня 1946 г. и должна была завершиться в декабре того же года. Однако в процессе исполнения директивы № 00336 она была скорректирована. Во-первых, Постановлением Совета Министров Союза ССР № 1626-718сс от 27 августа 1946 года прибалты призывного возраста всех национальностей направлялись работать на комбинат № 7 МВД СССР, добывавший уран из диктионемового сланца. Во-вторых, в сентябре 1946 года по требованию министра угольной промышленности Вахрушева было разрешено задержать до конца года рабочих прибалтийского происхождения, занятых на шахтах Урала и Кузбасса.
В начале октября 1946 г. в МВД СССР подсчитало количество освобождаемых репатриированных коллаборационистов из Прибалтики: 44169 человек, из них 6507 эстонцев, 30824 латышей и 6838 литовцев. Их транспортировка на родину задерживалась: к 20 сентября было отправлено 9069 человек, в том числе в Эстонию — 621, в Латвию — 7396 и в Литву — 1052. К 1 ноября удалось увеличить количество отправленных до 14969, в том числе в промышленность — 5611 и к месту жительства — 9358 человек. К 10 декабря на родину отправились более половины планируемых людей: 26599, в том числе в промышленность — 10691, к месту жительства — 15908.
Полностью освобождение прибалтийских коллаборационистов завершилось к середине 1947 года. 12 июня 1947 г. Совет Министров СССР новым постановлением распространил с некоторыми оговорками действие постановления от 13 апреля 1946 г. на лиц других национальностей (кроме немцев), являвшихся уроженцами и постоянными жителями Литвы, Латвии и Эстонии.